# مجموعه بناهای چهل اختران
مجموعه بناهای چهل اختران مربوط به سدهٔ ۹ و ۱۱ د۱۳ ه.ق است و در قم، خیابان آذر، محله چهل دختران واقع شده و این اثر در تاریخ ۸ دی ۱۳۵۲ با شمارهٔ ثبت ۹۶۵ به‌عنوان یکی از آثار ملی ایران به ثبت رسیده است.